# Vườn quốc gia Meru Betiri
Vườn quốc gia Meru Betiri là một vườn quốc gia thuộc tỉnh Đông Java, Indonesia, trải rộng trên diện tích 580 km² trong đó một phần nhỏ là biển (8,45 km²). Các bãi biển của vườn quốc gia cung cấp nơi làm tổ cho các loài rùa đang bị đe dọa như rùa da, đồi mồi, đồi mồi dứa và vích.

## Địa lý và khí hậu
Vườn quốc gia Meru Betiri có địa hình đa dạng từ bờ biển đồng bằng đến cao nguyên với độ cao gần 1.200 mét (3.900 ft). Những ngọn núi cao nhất trong Vườn quốc gia là Núi Gamping (538 m), Núi Butak (609 m), Núi Sukamade Atas (801 m), Núi Gendong (840 m asl), Núi Mandilis (844 m) và Núi Betiri (1.192 m). Địa hình dọc theo bờ biển thường là đồi núi. Chỉ có một vài bờ biển đồng bằng cát, hầu hết nằm ở phía tây, như Bãi biển Rajegwesi, Bãi biển Sukamade, Bãi biển Permisan, Bãi biển Meru và Bãi biển Bandealit. Một số dòng sông qua Vườn quốc gia Meru Betiri là sông Sukamade, một dòng sông lâu năm, sông Permisan, sông Meru và sông Sekar Pisang chảy vào bờ biển phía Nam.
Khu vực Meru Betiri chịu ảnh hưởng của gió mùa. Trong tháng 11 đến tháng 3, gió tây mang lại lượng mưa cho khu vực, trong khi mùa khô xảy ra trong suốt tháng 4 đến tháng 10. Lượng mưa trung bình hàng năm là từ 2.300 đến 4.000 mm (160 in), với trung bình 4 tháng khô và 7 tháng ẩm ướt.

## Thảm thực vật
Do địa hình đa dạng, Vườn quốc gia Meru Betiri chứa năm loại thực vật riêng biệt:
- Thảm thực vật ven biển, được tìm thấy xung quanh vịnh Sukamade và vịnh Meru. Thảm thực vật này bao gồm Bàng vuông, Mù u, Tra làm chiếu, Bàng và Dứa gai.
- Thảm thực vật ngập mặn, được tìm thấy ở phía đông của vịnh Rajegwesi là cửa ra của sông Lembu và Karang Tambak, vịnh Meru và bờ biển Sukamade. Các thảm thực vật chiếm ưu thế là Chi Đước, Chi Mấm và Vẹt. Ở đầu ra của sông Sukamade có Dừa nước.
- Thảm thực vật đầm lầy, được tìm thấy ở phía sau khu rừng ngập mặn Sukamade. Một số loài cây ở đây là Manilkara kauki, Gluta renghas, Hoa sữa và Trôm.
- Rừng mưa nhiệt đới đất thấp, trong đó có những loài cây khác của Pterospermum, thung, sung trổ, Diospyros cauliflora, Aglaia variegata, Dracontomelon mangiferum, Bischofia javanica, Dysoxylum gaudichaudianum, Pseudobombax septenatum, Chi Bời lời, và plectocomia elongata.

Rheofit, được tìm thấy ở các khu vực đất ngập nước, chẳng hạn như tại khu vực Sukamade. Các loài thực vật chiếm ưu thế ở đây là Saccharum spontaneum.

## Động vật
Vườn quốc gia Meru Betiri cung cấp môi trường sống cho nhiều động vật được bảo vệ khác, bao gồm 29 loài động vật có vú và 180 loài chim. Trong số đó có Bò banteng,báo Java, lợn rừng, khỉ đuôi dài, Sumatran dhole, sóc bay Java, mèo báo, Mang Ấn Độ và chim công xanh. Các bãi biển của vườn quốc gia cung cấp mặt đất làm tổ cho rùa da, đồi mồi, đồi mồi dứa và vích.
Vườn quốc gia Meru Betiri được biết đến là nơi sinh sống cuối cùng của loài hổ Java (Panthera tigris sondaica) hiện bị coi là tuyệt chủng, với lần nhìn thấy cuối cùng đã được ghi nhận vào năm 1976. Do một nghiên cứu vào năm 1997 đã tìm thấy một dấu chân hổ ở kích thước 26-28 centimet (10–11 in), vì vậy Bộ Lâm nghiệp đã đồng ý theo dõi sự tồn tại của hổ Java bằng bẫy camera vào năm 2011.

## Bảo tồn
Khu vực rừng Meru Betiri lần đầu tiên được Chính phủ thuộc địa Hà Lan bổ nhiệm làm khu rừng được bảo vệ vào năm 1931. Năm 1972, Khu bảo tồn Meru Betiri (500 km²) được chỉ định làm khu bảo tồn động vật hoang dã, được ưu tiên bảo vệ môi trường sống của loài hổ Java đang bị đe dọa tuyệt chủng. Năm 1982, khu bảo tồn được mở rộng đến phạm vi hiện tại là 580 km², bao gồm diện tích biển là 845 ha. Năm 1982, khu bảo tồn được tuyên bố là Vườn Quốc gia, cuối cùng đã được chỉ định như vậy vào năm 1997.